# Bray-et-Lû
Bray-et-Lû é uma comuna francesa na região administrativa da Ilha de França, no departamento do Vale do Oise. Estende-se por uma área de 3.71 km². Em 2010 a comuna tinha 973 habitantes (densidade: 262,3 hab./km²).